# Jerzy Ambroziewicz
Jerzy Ambroziewicz (ur. 1 stycznia 1931 w Warszawie, zm. 11 kwietnia 1995 tamże) – polski dziennikarz.

## Życiorys
Żołnierz Szarych Szeregów (1943–1945). Absolwent Wydziału Dziennikarstwa Uniwersytetu Warszawskiego (1953). Dziennikarz m.in. „Po prostu” (1953–1957) i „Argumentów” (1969–1973). Reporter polityczno-społeczny. Redaktor naczelny publicystyki Telewizji Polskiej (1973–1976). Korespondent Polskiego Radia i Telewizji Polskiej we Włoszech (1976–1979). Redaktor naczelny „Dziennika Telewizyjnego” (1979–1980) oraz Warszawskiego Ośrodka Telewizyjnego (1980–1983).
Członek ZHP, OMTUR, ZMP, PZPR (członek Komitetu Warszawskiego PZPR 1979–1981).
11 marca 1956 wraz z Janem Olszewskim i Walerym Namiotkiewiczem był autorem artykułu pt. „Na spotkanie ludziom z AK” zamieszczonego w tygodniku „Po prostu”. Tekst został umieszczony jako wstęp do książki pod tym samym tytułem, która ukazała się w 1956.
Laureat licznych najważniejszych polskich nagród dziennikarskich, m.in. im. Juliana Bruna. Autor kilkunastu książek (m.in. reporterskiej Zaraza z 1965 o epidemii czarnej ospy we Wrocławiu, Watykańskie ABC.) i setek artykułów publicystycznych. Twórca cykli telewizyjnych „Bez apelacji” (wspólnie z Ryszardem Wójcikiem) oraz „Godzina szczerości” (wspólnie z Januszem Rolickim). Po porzuceniu zawodu dziennikarskiego do śmierci obejmował stanowisko dyrektora w firmie Sobiesława Zasady.

## Odznaczenia
- Komandor, oficer i kawaler Orderu Odrodzenia Polski[1].
- Złoty Krzyż Zasługi[2]